# كولم فيور
كولم فيور (بالإنجليزية: Colm Feore)‏ مواليد 22 أغسطس 1958 في بوسطن، ماساتشوستس، الولايات المتحدة، هو ممثل كندي بدأ مسيرته الفنية عام 1981.

## الأعمال

### أفلام
- النسر الحديدي 2
- بيرل هاربر
- شيكاغو
- الصفقة
- طرد الأرواح من إيميلي روز
- استبدال
- 24
- قارئ الأفكار
- ثور
- الرجل العنكبوت المذهل 2

## روابط خارجية
- كولم فيور على موقع IMDb (الإنجليزية)
- كولم فيور على موقع ألو سيني (الفرنسية)
- كولم فيور على موقع ميوزك برينز (الإنجليزية)
- كولم فيور على موقع أول موفي (الإنجليزية)
- كولم فيور على موقع قاعدة بيانات برودواي على الإنترنت (الإنجليزية)
- كولم فيور على موقع قاعدة بيانات الأفلام السويدية (السويدية)
- كولم فيور على موقع إن إن دي بي (الإنجليزية)
- كولم فيور على موقع ديسكوغز (الإنجليزية)
- كولم فيور على موقع قاعدة بيانات الفيلم (الإنجليزية)
- كولم فيور على موقع كينوبويسك (الروسية)